# Vuelo 2268 de Northwest Airlink
El vuelo 2268 de Northwest Airlink fue un vuelo regional entre el Aeropuerto Internacional de Cleveland-Hopkins en Cleveland, y el Aeropuerto Metropolitano de Detroit Wayne County en Romulus, justo a las afueras de Detroit. El vuelo fue operado por Fischer Brothers Aviation, que se comercializaba como Northwest Airlink, y fue operado por un avión CASA C-212. El 4 de marzo de 1987, el avión se estrelló mientras intentaba aterrizar. Nueve de los diecinueve pasajeros y tripulantes a bordo murieron en el accidente.

## Accidente
A las 2:30 p. m. después de haber sido autorizado a efectuar una aproximación visual a la pista 21R y cuando se encontraba a solo 60–70 pies sobre el terreno, el vuelo 2268 de Northwest Airlink inició un giro a la izquierda mientras descendía para luego virar a la derecha. El avión turbohélice bimotor impactó en el interior de la rampa y la parte izquierda del umbral de pista, salió rebotado, y finalmente chocó contra un camión de restauración antes de estallar en llamas.
Nueve de las diecinueve personas a bordo del avión murieron. Tanto el piloto como el copiloto murieron en el accidente. Las autopsias determinaron que las causas del fallecimiento fueron la inhalación de humo y las quemaduras. Los investigadores federales afirmaron que las nueve muertes podían haberse evitado si las cubiertas de los asientos hubieran sido tratados con un retardante contra incendios. Diez personas en tierra también resultaron heridas por el accidente.

## Investigación
El trabajo de investigación del accidente se hizo muy complicado debido a que el avión carecía de grabadora de datos de vuelo y de grabadora de voz.
Poco tiempo después de que se iniciara la investigación, se tuvo conocimiento de que el piloto al mando había sido advertido en dos ocasiones por efectuar vuelos inseguros. Los registros mostraban que el piloto había visto suspendida su licencia durante quince días en 1979.
La Junta Nacional de Seguridad en el Transporte determinó que la causa probable del accidente fue «la incapacidad del capitán para controlar el avión en un intento de recuperarse de una condición de potencia asimétrica a baja velocidad seguido del uso intencional del modo beta de la operación de las hélices para descender y ralentizar la velocidad del avión rápidamente durante la aproximación final para el aterrizaje. Entre los factores que influyeron en el accidente se encuentran una aproximación visual desestabilizada, la presente de un DC-9 despegando en pista, la decisión de realizar un aterrizaje corto, y el flujo de combustible con unas tasas más elevadas de lo normal para ambos motores. La falta de material ignífugo en los asientos del pasaje contribuyeron a la severidad de las lesiones».